# Альбан Британський
А́льбан (лат. Albanus; ? — 22 червня 304) — християнський святий, першомученик Англії. Римський патрицій і солдат із Веруламія, Британія. Захистив християнського священика Амфібала, який навернув його до Христа. Арештований місцевою владою, що піддала його тортурам і стратила. Єдиний бритський мученик, вшанування якого збереглося після англосаксонського завоювання Британії в V ст. Основне місце вшанування — Абатство святого Альбана, на базі якого виникло англійське місто Сент-Олбанс. Вшановується як святий у католицькій, англіканській і православних церквах. День пам'яті — 22 червня за григоріанським календарем і 23 серпня з юліанським календарем. Патрон Англії і Сент-Олбанса.

## Імена
- А́льбан Англі́йський (лат. Albanus Anglicus) — за середньовічної Англії, патроном якої він став.
- А́льбан Брита́нський — за назвою римської провінції Британії.
- А́льбан Верула́мський (лат. Albanus Verulamiensis) — за назвою міста Веруламія, місця загибелі.
- А́лбан, О́лбан (англ. Alban), або Албаній (лат. Albanium)

## Життєпис

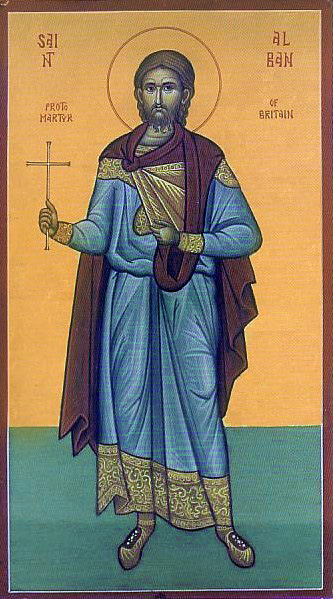
Сучасна ікона Альбана у псевдовізантійському стилі.

Альбан був римським воїном-язичником. Одного разу він сховав від гонителів християнського пресвітера Амфібала у власному будинку. Той навернув Альбана до Христа. Про це стало відомо і вояки прийшли, щоб арештувати пресвітера. Проте Альбан одягнув пресвітерський одяг і видав себе за нього. Коли Альбана привели до судді, він визнав Христа Богом і відмовився приносити жертви язичницьким божествам. Після тортурів його засудили до страти і відрубали голову мечем. Перед смертю Альбан вчинив ряд чудес — пересохло русло річки, а на горі пробилося джерело. Воїн, який мусив стратити Альбана, наляканий чудесами навернувся до Христа і так само був страчений. Згодом над могилою Альбана в околицях Веруламія збудували церкву, на основі якої можливо виник монастир святого Альбана.

## Вшанування
Вшанування Альбана датується 428—429 роками, коли його гробницю відвідав святий Герман, єпископ Осерський, і Луп, єписоп Труаський.
«Страсті святого Альбана», авторство яких традиційно приписується Гільду Премудрому VI ст., були, ймовірно, написані близько 515 року в Аутіссіодурі (сучасний Осер).

## Патрон
- Велика Британія: Англія, Сент-Олбанс (Англія)

### Монографії, статті
- Levison W. St. Alban und St. Albans // Antiquity. 1941. Vol. 15. P. 337-359
- Kracht H. J. Geschichte der Benediktinerabtei St. Pantaleon in Köln, 965-1250. Siegburg, 1975
- Borig-Could S. Lives of the English Saints. S. l., 1990r. P. 5-11
- Crusius I. Basilicae muros urbis ambiunt: Zum Kollegiatstift d. frühen u. hohen Mittelalters in deutschen Bischofsstädten // Stud. zum weltlichen Kollegiatstift in Deutschland. Gött., 1995. S. 9-34.

### Довідники
- Thurston, Herbert. St. Alban [Архівовано 1 грудня 2017 у Wayback Machine.] // The Catholic Encyclopedia. Vol. 1. New York: Robert Appleton Company, 1907.